# Ukk (Ungheria)
Ukk è un comune dell'Ungheria di 356 abitanti (dati 2001). È situato nella contea di Veszprém.